# Ток-Джанкшен
Аэропорт Ток-Джанкшен (англ. Tok Junction Airport), (ИКАО: PFTO, FAA LID: 6K8) — государственный гражданский аэропорт, расположенный в 1,8 километрах к востоку от центрального делового района города Ток (Аляска), США.

## Операционная деятельность
Аэропорт Ток-Джанкшен расположен на высоте 500 метров над уровнем моря и эксплуатирует одну взлётно-посадочную полосу :
- 7/25 размерами 765 x 15 метров с асфальтовым покрытием.

За период с 31 декабря 2004 года по 31 декабря 2005 года Аэропорт Ток-Джанкшен обработал 2 700 операций взлётов и посадок самолётов (в среднем 225 операций ежемесячно), из них 56 % пришлось на рейсы аэротакси и 44 % — на авиацию общего назначения. В данный период в аэропорту базировалось 39 воздушных судов, из которых 90 % — однодвигательные самолёты, 8 % — многодвигательные и 3 % — вертолёты.